# 魔女の宅急便
『魔女の宅急便』（まじょのたっきゅうびん）とは、角野栄子による児童書（児童文学）である。
シリーズ1作目『魔女の宅急便』は、主人公のキキが親元を離れ、知らない町で魔女として一人立ちする姿を描く。1982年から1983年にかけて『母の友』に連載された。その後シリーズ化され、福音館書店から刊行されている。表紙・挿画は第1巻が林明子、第2巻が広野多可子、第3 - 6巻と特別編3巻は佐竹美保がそれぞれ手がけた。2009年10月、最終巻『魔女の宅急便その6 それぞれの旅立ち』が刊行され、24年に亘って描かれた同シリーズは完結した。その後、特別編として3冊が刊行されている。
英語、イタリア語、中国語、スウェーデン語版も出版されている。
1989年には、スタジオジブリ制作、宮崎駿監督のアニメ映画が上映された。また、2014年には清水崇監督の実写映画が上映された。

## あらすじ
魔女の宅急便(第1巻)
主人公である魔女の少女キキは、13歳になったら魔女の修行のためよその町に移り住み独り立ちするというしきたりに従い、満月の夜、相棒の黒猫ジジと共に、新たな街を探して旅立った。
紆余曲折を経て、定住先に決めたコリコの町のパン屋「グーチョキパン店」のおかみ・おソノさんに気に入られ、彼女の厚意でパン屋に居候させてもらったキキは、唯一のとりえである空飛ぶ魔法を活かして空飛ぶ宅急便屋を開業する。次々に舞い込むお届け物の仕事や飛行クラブの少年とんぼとの出会いなどの様々な出来事を経験していき、やがて1年目の里帰りを迎える。
魔女の宅急便 <その2>キキと新しい魔法(第2巻)
コリコの町での暮らしも2年目を迎え、キキは町の人々たちともすっかり打ち解けるようになった。そんな中、キキは魔女として生きることを止めるか否かを思い悩むほどの重大な問題に直面する。
魔女の宅急便 <その3>もうひとりの魔女(第3巻)
コリコの町での暮らしも3年目となり、16歳となったキキの元に、ケケと名乗る12歳の謎の魔女が転がり込む。ケケに振り回され時に傷つきながらも成長していくキキを通じ、2人の少女の自立の過程が描かれる。
魔女の宅急便 <その4>キキの恋(第4巻)
17歳になり、とんぼのことを異性として意識し始めたキキの恋模様が描かれる。
魔女の宅急便 <その5>魔法のとまり木(第5巻)
遠距離恋愛ゆえのとんぼとのすれ違いや魔法の力の低下、ジジとの意思疎通の不能など、19歳の大人となったキキに様々試練が訪れる。
魔女の宅急便 <その6>それぞれの旅立ち(第6巻)
第5巻の物語から13年後、キキはとんぼと結婚し二児の母親となっていた。
キキの子供である双子の姉弟の姉ニニは魔女の血を受け継ぎながらも魔女になることに興味はなく、反対に双子の弟トトはそもそもなれやしない魔女に興味津々で男の子だから魔女にはなれないという現実が不満でならない。そんな葛藤や悩みを抱えつつ13歳を迎えた2人の子供たちと我が子を見守るキキ、そしてコリコの町の人々。それぞれの成長と旅立ちを描く完結編。
魔女の宅急便 特別編 キキに出会った人びと
グーチョキパン店のおソノさんの幼少時代からキキとの出会いまでを始め、コリコの町を彩った多彩なわき役たちや名もないコリコの住人たちをメインに据えて語られるサイドストーリー集。
魔女の宅急便 特別編 その2 キキとジジ
赤ちゃん時代から魔女になることを決意する10歳までのキキと黒猫ジジとの関わりを描く。
魔女の宅急便 特別編　その3 ケケと半分魔女
本編第3巻に登場したケケが大人になって書いた「半分魔女―もうひとつのものがたり」という物語。4歳のときに母を亡くした少女タタは、母の遺した「おわりのとびら」という本を屋根裏部屋で見つけ「半分を探す旅」に出る。

## 登場人物
キキ
本作の主人公。魔女と普通の人間の間に生まれた少女。10歳を過ぎた頃に魔女として生きることを決意したため、しきたりに則って13歳の春の満月の夜、魔女の住んでいない町で独り立ちすべく相棒の黒猫ジジと共に旅立った。最初に着いたコリコの町で人々のキキに対する反応が冷たいことに戸惑うが、ふとしたきっかけから定住を決める。その後グーチョキパン屋というパン屋に居候し、粉置き場を改装して「魔女の宅急便」を開業。様々な出来事を経験しながら魔女として、1人の少女として成長していく。
2月2日生まれ。15歳までは飛ぶことしかできなかったが、母コキリに習ってくしゃみの薬も作れるようになる。
角野栄子は、自らの娘が描いた「ほうきで空飛ぶ少女の絵」をモデルにしたと語っている。
ジジ
キキの相棒の黒猫。キキと同じ時期に生まれた。キキの魔法で会話しているが、キキ以外の人間とは会話できない。キキの魔法力が弱まると会話ができなくなる。
オキノ
キキの父親。普通の人間で、民俗学者。妖精や魔女の伝説や民話について研究している。
コキリ
キキの母親。古い血筋の魔女。ほうきに乗って空を飛ぶことの他に「くしゃみの薬」を作る魔法を受け継いでいる。
おソノ
グーチョキパン屋のおかみさん。コリコの町に着いたばかりで泊まる所もなく、1人途方に暮れていたキキをパン屋に居候させる。キキが来た直後にノノちゃんという女の赤ちゃんを出産する。
おソノさんのだんなさん
パン職人。無口。フクオという名前だが、名前は3巻まで出てこない。
トンボ
飛行クラブに所属するメガネの少年。キキより1歳年上で、「トンボさん」と呼ばれている。飛行クラブはじゅうたんや箒など非科学的な物で飛ぶ方法を研究していたが、これらの研究が失敗に終わったため、15歳の夏に科学的なハンググライダー飛行を行ったのを最後に、物理学から生物学に転向し、17歳の秋から21歳の春までの3年半、コリコの西のナルナの技術学校で生物学を専攻し、卒業後はコリコに戻り中学校の生物教師となる。5巻と6巻の間でキキと結婚し、ニニとトトという双子が生まれる。
ニニとトト
キキととんぼの間に生まれた双子の姉弟で、6巻の主人公。12月28日生まれ。
ニニは明るくお転婆な性格だが、トトは物静かな性格。
ニニの相棒の猫はブブ、トトの相棒の猫はベベ。

## 書誌情報
- 魔女の宅急便
  - 1985年1月25日初版発行。ISBN 978-4-8340-0119-8。
  - 福音館文庫版 2002年6月20日初版発行。
  - 角川文庫版 2013年4月25日初版発行。
  - 角川文庫版（新装版） 2015年6月20日初版発行。
- 魔女の宅急便その2 キキと新しい魔法
  - 1993年6月30日初版発行。ISBN 978-4-8340-1174-6。
  - 福音館文庫版 2003年6月20日初版発行。
  - 角川文庫版 2013年5月22日初版発行。
  - 角川文庫版（新装版） 2015年6月20日初版発行。
- 魔女の宅急便その3 キキともうひとりの魔女
  - 2000年10月20日初版発行。ISBN 978-4-8340-1704-5。
  - 福音館文庫版 2006年10月20日初版発行。
  - 角川文庫版 2013年7月25日初版発行。
  - 角川文庫版（新装版） 2015年6月20日初版発行。
- 魔女の宅急便その4 キキの恋
  - 2004年3月10日初版発行。ISBN 978-4-8340-0586-8。
  - 福音館文庫版 2012年5月10日初版発行。
  - 角川文庫版 2013年9月25日初版発行。
  - 角川文庫版（新装版） 2015年6月20日初版発行。
- 魔女の宅急便その5 魔法の止まり木
  - 2007年5月20日初版発行。ISBN 978-4-8340-2263-6。
  - 福音館文庫版 2013年2月10日初版発行。
  - 角川文庫版 2013年11月22日初版発行。
  - 角川文庫版（新装版） 2015年6月20日初版発行。
- 魔女の宅急便その6 それぞれの旅立ち
  - 2009年 10月7日初版発行。ISBN 978-4-8340-2466-1。
  - 福音館文庫版 2013年3月10日初版発行。
  - 角川文庫版 2013年12月25日初版発行。
  - 角川文庫版（新装版） 2015年6月20日初版発行。
- 魔女の宅急便特別編 キキに出会った人びと　
  - 2016年 1月25日初版発行。ISBN 978-4-8340-8236-4。
- 魔女の宅急便特別編その2 キキとジジ　
  - 2017年 5月25日初版発行。ISBN 978-4-8340-8338-5。
- 魔女の宅急便特別編その3 ケケと半分魔女
  - 2022年 1月15日初版発行。ISBN 978-4-8340-8643-0。

## アニメ映画
1989年公開のスタジオジブリのアニメ映画。本作の第1巻の前半部分を原作として制作された
童話ならではのファンタジー性が濃い作風である原作から一転し、主人公キキの持つ魔女由来の飛行能力をあくまで「人が持つ才能・特技の一種」として位置づけ、少女が特技を活かして独り立ちをしていくという現実的な視点に立った作風に描いており、映画オリジナルの要素が多い。
スタジオジブリとして4作目にあたる映画であり、観客動員数は『天空の城ラピュタ』の77万人、『となりのトトロ』『火垂るの墓』の80万人から、本作は264万人となり、スタジオジブリの知名度と人気を一挙に押し上げた作品である。
角野はアニメ映画化に際し、当初は唯一の注文として「キキが旅立つ時にキキの故郷の木に付けられていた鈴を鳴らすこと」のみを求めていた。その後制作が進むに連れ内容が大きく変わることに否定的になったが、宮崎と角野が数回対談し解決された。角野は「タイトルと名前」そして「世界を変えないで下さい」と伝えていたものの、「（映画は）お話の筋がちょっと違うのでびっくりしました。私はもう少し可愛いラブストーリーになるかと思ってたんです」と述べ、「映画を見てから原作を読む方が凄く多くて、それはそれで良かったと思います」と『週刊朝日』2019年7月19日号において振り返っている。

## 舞台

### ミュージカル

#### 1993年版
1993年に横内謙介脚本、蜷川幸雄演出、宇崎竜童音楽によるミュージカル作品が上演された。
1993年
キキ役：工藤夕貴、トンボ役（前半）：赤坂晃（光GENJI）、トンボ役（後半）：森且行（SMAP）で上演。
- 初演キャストの音源でポニーキャニオンからCD「魔女の宅急便／オリジナル・サウンドトラック」が1993年5月に発売された。

1995年
キキ役：小高恵美、入絵加奈子、トンボ役：遠藤直人（忍者）、坂本昌行（ジャニーズJr.）のダブルキャストで上演。
1996年
キキ役：持田真樹、トンボ役：坂本昌行（V6）、長野博（V6）、原知宏（ジャニーズJr.）で上演。

#### 2017年版
2017年に岸本功喜の脚本・演出による新たなミュージカル版が上演された。
2017年
キキ役 上白石萌歌、トンボ役：阿部顕嵐（ジャニーズJr.）。
- 期間：2017年6月1日 - 6月4日（東京公演）、8月31日 - 9月3日（大阪公演）
- 会場：新国立劇場・中劇場、梅田芸術劇場シアター・ドラマシティ
- 主催：アークスインターナショナル、フジテレビジョン（東京公演のみ）、朝日放送（大阪公演のみ）

2018年
キキ役：福本莉子、トンボ役：大西流星（関西ジャニーズJr.）で上演された。
- 期間：2018年6月15日 - 6月24日（東京公演）、7月4日 - 7月5日（大阪公演）
- 会場：新国立劇場・中劇場、大阪メルパルクホール（ホテルメルパルク大阪）

2021年
キキ役：井上音生、トンボ役：那須雄登（美 少年/ジャニーズJr.）で上演された。コキリ役：生田智子、オキノ役：横山だいすけ、フクオ役：藤原一裕（ライセンス）、おソノ役：白羽ゆり。
- 期間：2021年3月25日 - 3月28日（東京公演）、4月10日 - 4月11日（名古屋公演）、4月15日 - 4月18日（大阪公演）
- 会場：新国立劇場中劇場、愛知県芸術劇場大ホール、メルパルク大阪ホール

2024年
キキ役：山戸穂乃葉、トンボ役：深田竜生（少年忍者）で上演された。コキリ役：生田智子、オキノ役：横山だいすけ、フクオ役：藤原一裕（ライセンス）、おソノ役：白羽ゆり。
- 期間：2024年3月8日 - 3月17日（東京公演）、3月21日 - 3月25日（大阪公演）
- 会場：日本青年館ホール、新歌舞伎座

### イギリスでの舞台
2016年に劇場アニメ『魔女の宅急便』の舞台化作品が、イギリスのサザーク・プレイハウスで12月8日から2017年1月8日まで上演。監督ケイティ・ヒューイット、脚色ジェシカ・シアン。

## 実写映画
2014年3月1日公開。アニメ映画版のリメイクではなく、原作の第1巻・第2巻を基に実写化した。全編を通して原作者の角野栄子がナレーションを担当し、カメオ出演もしている。

## アニメCM

### カップヌードル『HUNGRY DAYS』
日清食品のカップ麺「カップヌードル」のテレビCMシリーズ『HUNGRY DAYS』第1弾として、2017年に本作品を翻案する形で作成された。
「もしキキがこの現代で17歳の女子高校生になって高校生活を送っていたら？」というコンセプトの元、横浜に住む高校生のキキとトンボの恋愛模様を描いており、キャラクターデザインを窪之内英策が担当、CMソングとしてBUMP OF CHICKENがオリジナル楽曲「記念撮影」を提供している。

#### ストーリー（HUNGRY DAYS）
横浜で黒猫のジジと一緒に住む17歳の女子高生、キキ。ある日、淡い恋心を抱く幼なじみのトンボが後輩の女子に告白されるのを見かけてしまう。心がざわつき、トンボと過ごした日々がフラッシュバックした刹那、キキは意を決する。

#### 声の出演（HUNGRY DAYS）
- キキ - 浜辺美波
- トンボ - 梶裕貴

#### スタッフ（HUNGRY DAYS）
- 原作 - 「魔女の宅急便」角野栄子
- キャラクターデザイン - 窪之内英策
- 音楽 - BUMP OF CHICKEN「記念撮影」
  - 作詞・作曲：藤原基央、編曲：BUMP OF CHICKEN & MOR
- ECD - 木下一郎・斎藤和典
- クリエーティブディレクター・企画・コピー - 佐藤雄介
- アートディレクター・企画 - 瀬尾大
- コピーライター - 佐藤舞葉
- 監督 - 柳沢翔
- 原画・作画監督 - 高橋裕一
- 演出 - 曽我準
- 美術監督 - 竹田悠介
- 色彩設計 - 永井留美子
- 撮影監督 - 山田和弘
- 撮影監督補佐 - 田中直子
- 3DCG - 鈴木知美
- 動画検査 - 金子由紀江
- プロデューサー - 大松裕
- 制作 - 松永まり恵
- 制作協力 - モギシンゴ
- アニメーション制作 - タツノコプロ
- TVCM制作
  - プロデューサー - 早坂匡裕
  - プロダクションマネージャー - 森下大
  - VFX Artist - 佐々木賢一
  - ミキサー - 綾城重理人
  - 音響効果 - 中村佳央
- グラフィック制作
  - グラフィックデザイナー - 吉田順一

### マクドナルド「魔女のお届けもの ヨーロッパバーガーズ」
日本マクドナルドが2024年6月26日より販売を開始する、ヨーロッパをイメージした新バーガーのテレビCMとして、本作品とコラボレーションし、この為に新規に制作されたオリジナルアニメーションのCMを前日の25日より放送する。

#### 声の出演（魔女のお届けもの）
- キキ - 悠木碧
- ジジ - 阪口大助

#### スタッフ（魔女のお届けもの）
- 原作 - 「魔女の宅急便」角野栄子
- アニメーションディレクター・キャラクターデザイン - 久野遥子[16]
- 美術監督 - 滝口比呂志[17]
- 色彩設計 - 松谷早苗[17]
- 撮影監督 - 飯塚智香[17]
- アニメーション制作 - シンエイ動画[17]

## 商標
題名に含まれる「宅急便」はヤマト運輸（現：ヤマトホールディングス）の登録商標であるが、原作者の角野栄子は当初そのことを知らず、「宅急便」を「（宅配便を指す一般的な）普通名詞だと思っていた」という。このため単行本第1巻の刊行時にヤマト運輸からクレームが入ったものの、「『魔女の』を冠した本なので問題はないということになり、一件落着しました」と後に角野は講演で明かしている。なお、書籍の題名における商標使用は不正競争行為に当たらない限り自由であるほか、1992年にはスタジオジブリが「魔女の宅急便」をヤマト運輸の事業とは重複しない区分にて商標登録している。
また、アニメ映画版にはヤマト運輸が協賛し製作委員会に参加した（アニメ映像をそのまま同社の広告・CMに起用した）ほか、実写映画版においてもヤマトホールディングスが特別協力に名を連ねた。